# جذع

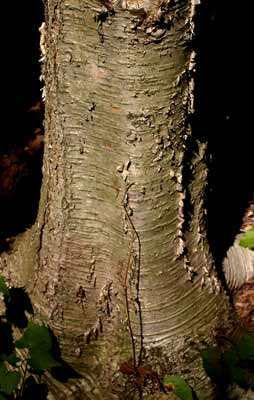
جذع شجرة

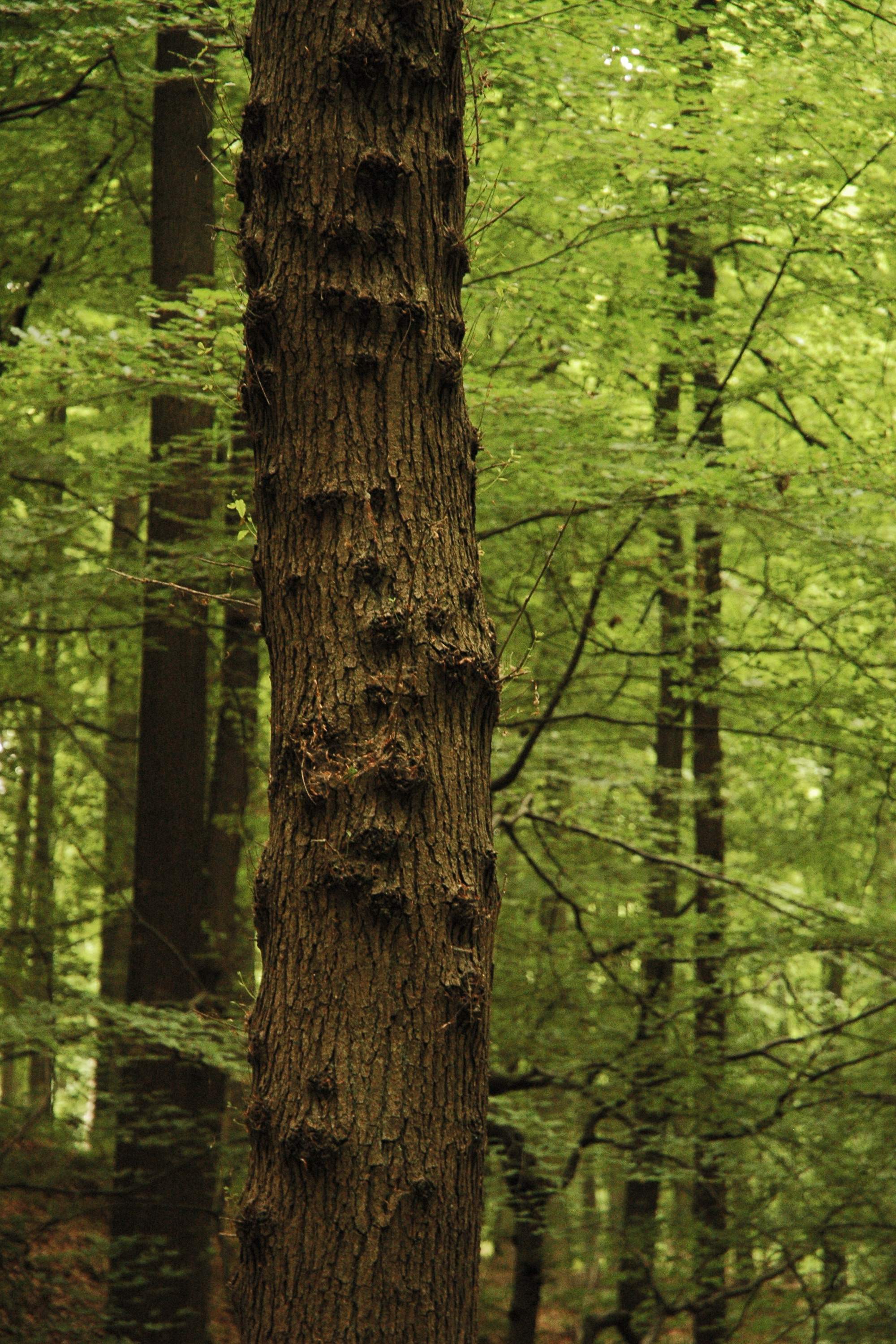
جذع لشجرة في غابة ببروكسل

جذع شجرة مقطوع بحديقة الحيوان بالجيزة.

الجذع هو أحد أجزاء النبات والذي يحمل الأغصان ويتصل في أسفله بالجذر. وتقطع جذوع الأشجار لإنتاج الخشب. ويسمى أيضا بالساق الخشبي (طالع ساق النبات). ويُسمَّى جذع الشجرة العظيمة جَذَاة. تسمى أعلى قمة من جذع الشجرة السنمة.

## معرض صور

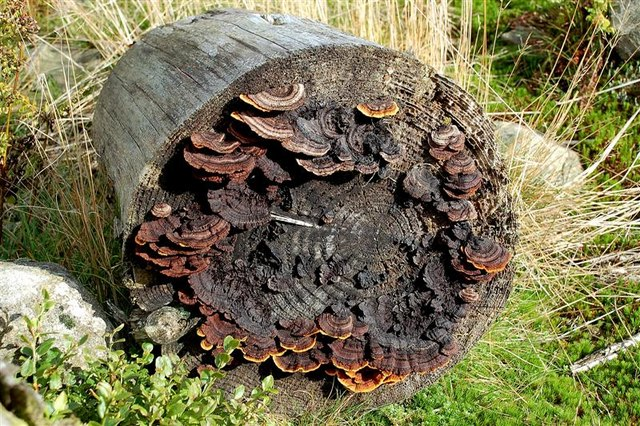
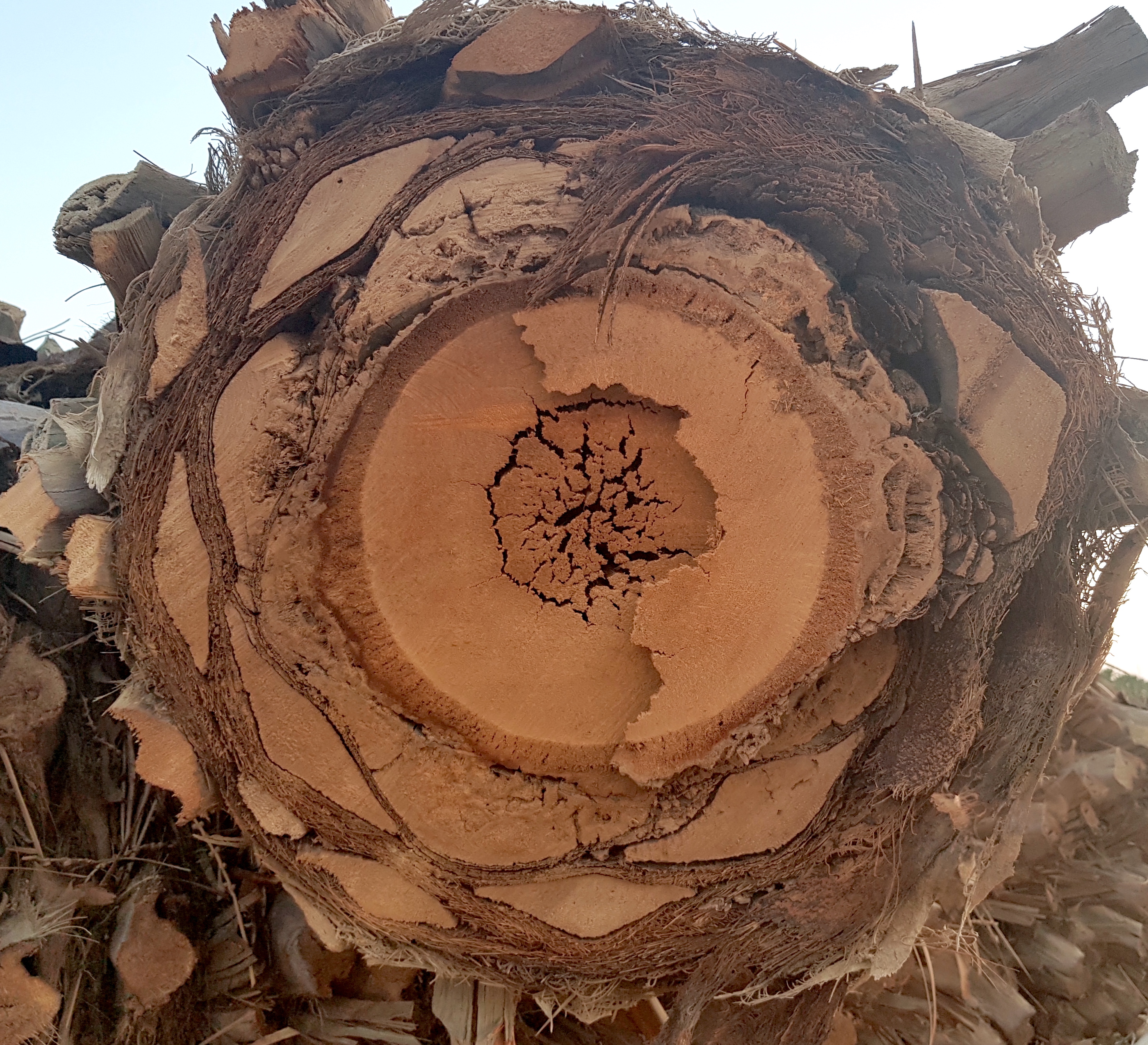
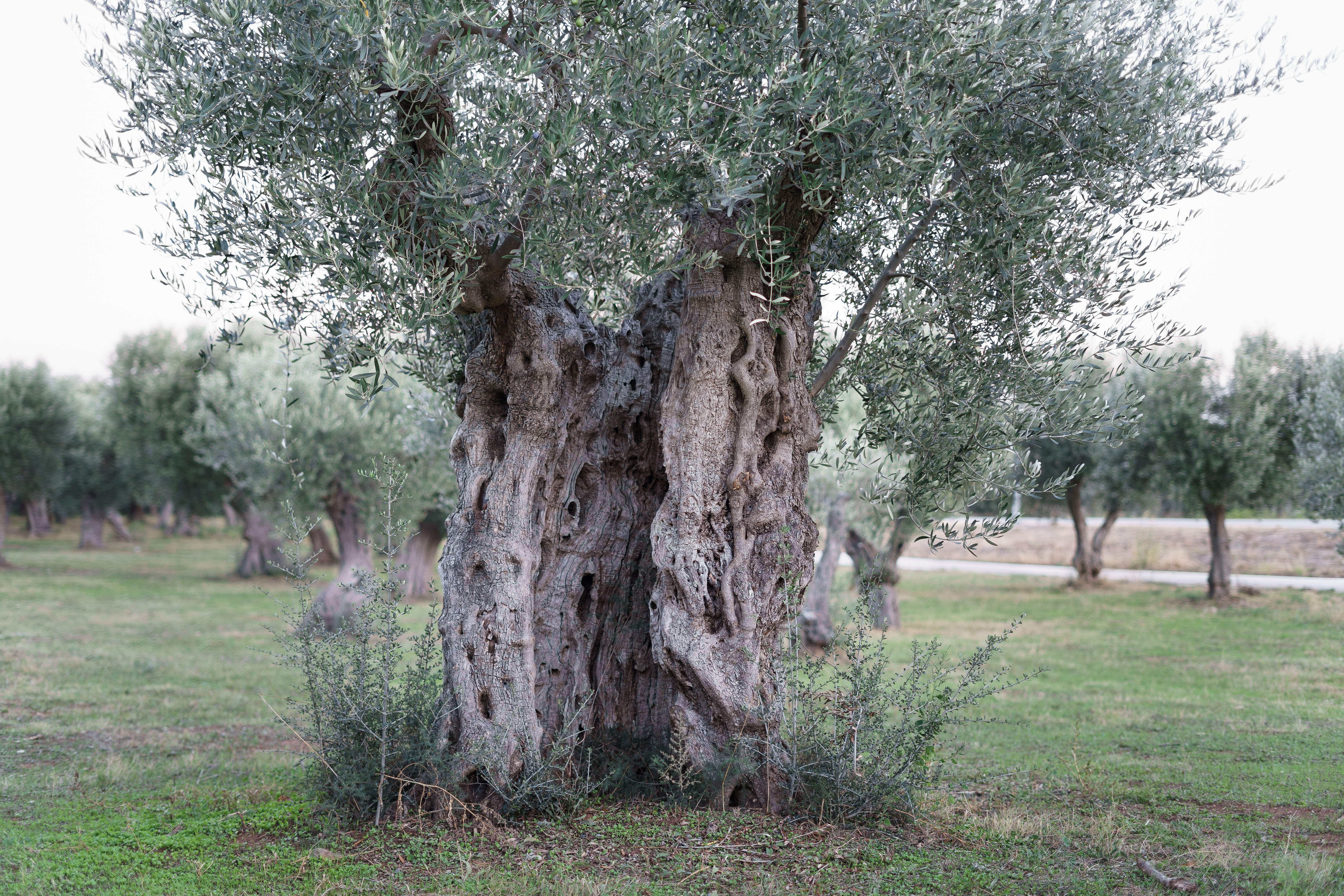
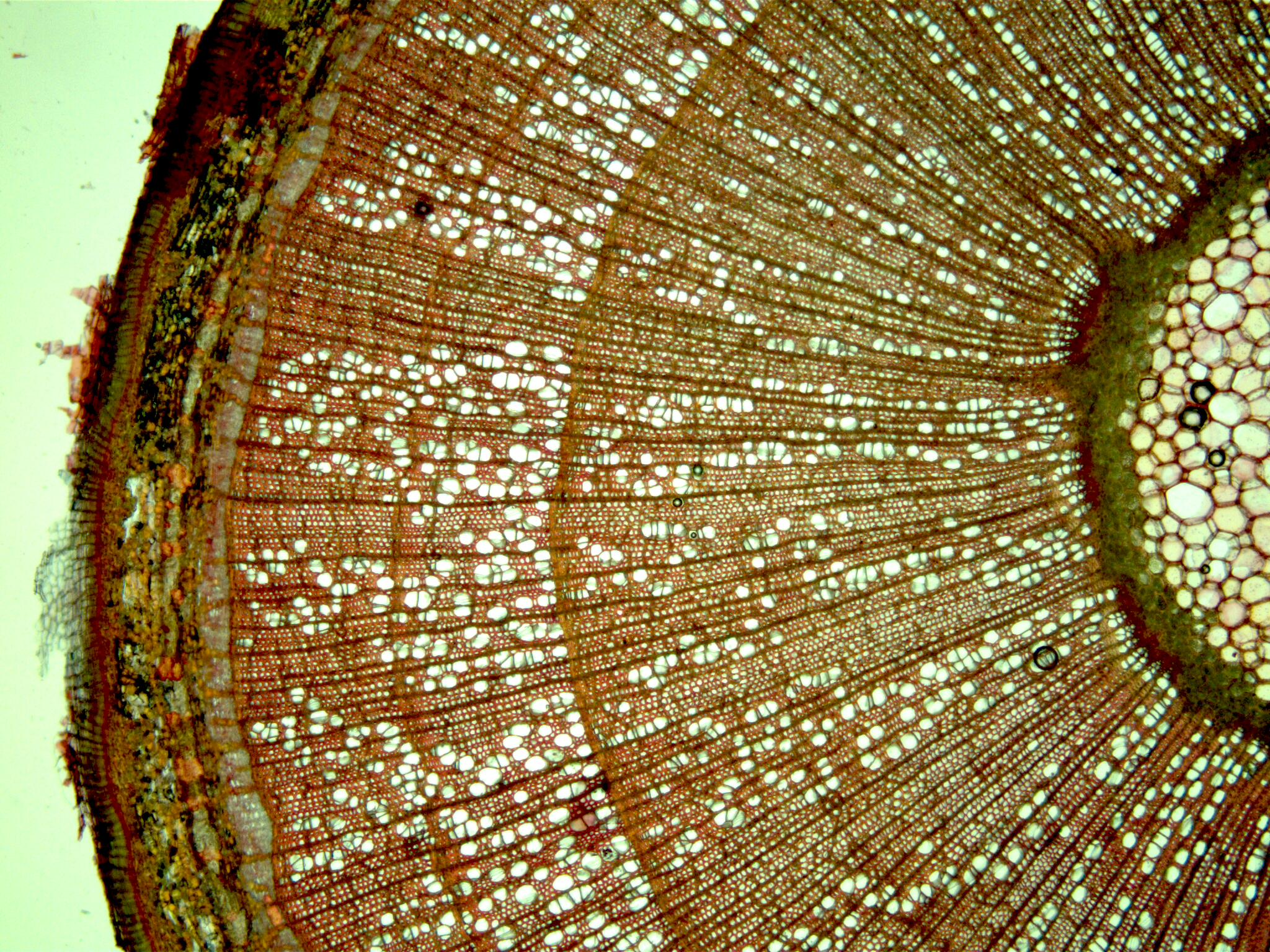
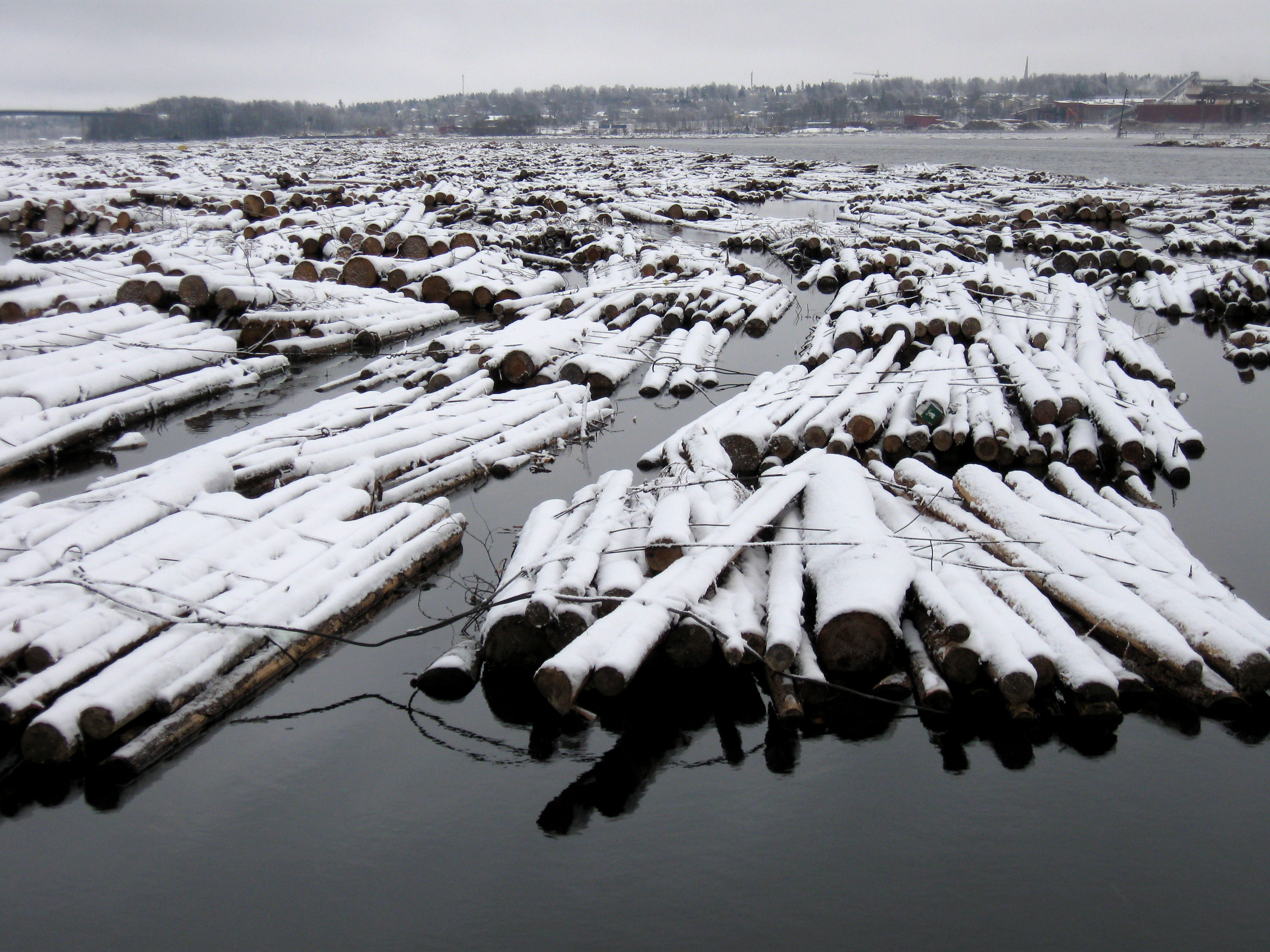